# 6707-es mellékút (Magyarország)
A 6707-es számú mellékút egy körülbelül négy és fél kilométer hosszú, négy számjegyű országos közút-szakasz Somogy vármegyében. Korábban a 68-as főút része volt, mai besorolását és számozását a főút Balatonújlakot elkerülő szakaszának átadását követően kapta.

## Nyomvonala
A 68-as főútból ágazik ki, annak a 90+500-as kilométerszelvénye közelében, Kéthely közigazgatási területén, a belterületétől északra. A 68-as egyenes folytatásaként halad, majdnem pontosan északi irányban, és 600 méter után átlépi Balatonújlak határát. Alig 700 méter után már lakott terek közt húzódik; a központig – amit 1,4 kilométer után ér el – Petőfi Sándor utca a települési neve, utána a Balaton utca nevet viseli. 2,2 kilométer után kilép a házak közül, 2,3 kilométert követően pedig már át is lép Balatonkeresztúr területére.
Ott egy rövid szakaszon északnyugati irányba fordul, és 2,8 áthalad az M7-es autópálya felett – amely itt a 167,600-as kilométerszelvényénél tart –, majd a sztráda után visszatér a közel északi irányhoz. Bő 3,5 kilométer után érkezik ismét lakott területre, ahol a Kossuth Lajos utca nevet viseli. A 7-es főútba torkollva ér véget, annak 164,300-as kilométerszelvénye táján. Egyenes folytatása a part felé, és onnan tovább Balatonberény irányában a 7119-es út.
Teljes hossza, az országos közutak térképes nyilvántartását szolgáló kira.gov.hu adatbázisa szerint 4,387 kilométer.

## Története
1934-ben a kereskedelem- és közlekedésügyi miniszter 70 846/1934. számú rendelete harmadrendű főúttá nyilvánította, a Böhönye-Balatonkeresztúr közti 652-es főút részeként. Később a hazai főúthálózat egyes elemeinek átszámozásával a 68-as főút része lett. A főút Balatonújlakot elkerülő szakaszának átadása után minősítették vissza mellékúttá.